# Havelock (Nowa Zelandia)
Havelock – miasto w Nowej Zelandii. Położone w północnej części Wyspy Południowej, w regionie Marlborough, 496 mieszkańców. (dane szacunkowe – styczeń 2012).